# India Command
À la suite des réformes de Kitchener de 1903 pendant le Raj britannique, le commandant en chef de l'Inde exerça le contrôle de l'armée de l'Inde et répondit au vice-roi de l'Inde. L'état-major du commandant en chef était supervisé par le chef d'état-major général. Le quartier général général de l'Inde (GHQ India) était basé à Calcutta et Simla (la capitale d'hiver du Raj) jusqu'à ce que le siège du pouvoir déménage à New Delhi en 1911.
En plus de l'Inde, ce commandement était responsable à différentes périodes de certaines parties du Moyen-Orient (en particulier la colonie d'Aden, ainsi que l'Irak et la Perse). Pendant des périodes significatives avant la création du South East Asia Command (SEAC) en 1943, il était également responsable de Ceylan et de la Birmanie.
Le commandant en chef de l'Inde avait environ 2 000 officiers et 2,5 millions de soldats sous son commandement en 1945. Le GHQ India fut renommé Army HQ en 1947 lorsque l'Inde fut partitionnée.

## Seconde Guerre mondiale
À la suite d'un examen par les chefs d'état-major britanniques à la fin de 1939, le contrôle opérationnel des troupes en Irak passa au début de 1940 au Commandement du Moyen-Orient, bien que la fourniture des troupes et leur entretien restaient en grande partie la responsabilité du GHQ India. En mars 1941, dans la période précédant la guerre anglo-irakienne, le général Archibald Wavell du commandement du Moyen-Orient, qui était préoccupé par les problèmes existants dans son théâtre, obtint l'approbation pour que l'Irak passe à nouveau sous le contrôle opérationnel de l'Inde. Mais, une fois que les hostilités débutées en mai, Wavell fut obligé par Londres à contrecœur de reprendre la responsabilité. En juin 1941, après la cessation des hostilités, le contrôle revint une fois de plus au GHQ India. Le pays abandonna finalement la responsabilité de la Perse et de l'Irak en août 1942, date à laquelle un commandement séparé pour la Perse et l'Irak fut créé.
En décembre 1941, la Birmanie, qui était sous le contrôle opérationnel du commandement de l'Extrême-Orient (British Far East Command) à Singapour, fut transférée au commandement de l'Inde. Après la dissolution de l'ABDACOM en février 1942, le commandement devint également responsable de Ceylan. Pendant cette période, certaines unités chinoises et américaines passa sous le contrôle opérationnel du commandement indien. Ces responsabilités restèrent inchangées jusqu'à la création du South East Asia Command (SEAC) en août 1943.
Avec la création du SEAC, il y avait trois commandes opérationnelles distinctes. Le théâtre chinois était sous le commandement du généralissime Tchang Kaï-chek. Le SEAC était un commandement anglo-américain dirigé par un commandant suprême allié, Louis Mountbatten, qui était responsable des opérations en Birmanie, à Ceylan, en Malaisie et à Sumatra. L'Inde Command, sous le commandement du général Auchinleck (Commander-in-Chief, India), était responsable du développement de l'Inde en tant que base, de la sécurité intérieure en Inde et de la défense de la frontière nord-ouest de l'Inde. La responsabilité de base du Commandement de l'Inde comprenait la formation, l'équipement, l'entretien et le mouvement des forces opérationnelles affectées au SEAC.